# گیوم نوربر
گیوم نوربر (فرانسوی: Guillaume Norbert‎؛ زادهٔ ۱۴ اکتبر ۱۹۸۰) بازیکن فوتبال اهل فرانسه است.

## باشگاهی
از باشگاه‌هایی که در آن بازی کرده‌است می‌توان به باشگاه فوتبال آنژه، باشگاه فوتبال لوریان، باشگاه فوتبال لو آور، و باشگاه فوتبال نانت اشاره کرد.